# Cerasus dictyoneura
Cerasus dictyoneura là loài thực vật có hoa trong họ Hoa hồng. Loài này được (Diels) Holub mô tả khoa học đầu tiên năm 1976.